# Dave Inkpen
David John Inkpen (Kanada, Alberta, Edmonton, 1954. szeptember 4. –) kanadai profi jégkorongozó.

## Karrier
Komolyabb juinor karrierjét a WCHL-es Edmonton Oil Kingsben kezdte 1971-ben és 1974-ig volt junior játékos. Az 1974-es NHL-amatőr drafton a New York Islanders választotta ki a 8. kör 129. helyén. A National Hockey League-ben sose, játszott. Az 1974-es WHA-amatőr drafton a Cincinnati Stingers választotta ki a 4. kör 47. helyén. Felnőtt pályafutását a Central Hockey League-es Fort Worth Texansben kezdte 1974 végén és 5 mérkőzés után átkerült az International Hockey League-es Flint Generalsba 47 mérkőzésre, végül a szintén IHL-es Des Moines Capitols fejezte be a szezont miután kiestek a rájátszásból. 1975 nyáran bemutatkozott a World Hockey Associationben, a Cincinnati Stingers csapatában és teljes szezont tudott játszani. A következő év közben elcseréltek az Indianapolis Racersbe. 1977–1978 mozgalmas év volt: a Racersből előbb az akkor még WHA-s Edmonton Oilersbe került, majd 19 mérkőzéssel később ismét elcserélték a WHA-s Québec Nordiquesbe. 1978-as szezont ismét az Indianapolis Racersben kezdte, de ez a csapat 1978. december 15-én megszűnt. Ezért előbb az American Hockey League-es Springfield Indiansbe igazolt, majd visszakerült a legmagasabb szintre a WHA-s New England Whalersbe és itt fejezte be a szezont is. Az 1979–1980-as éve volt az utolsó profi éve Amerikában, mert utána átigazolt Nyugat-Németországba és 5 évet egészen 1985-ig ott játszott majd visszavonult.